# General Fiasco
«General Fiasco» — инди-рок-группа из Северной Ирландии. Группа была образована в начале 2007 года братьями Стратерн и их школьным товарищем Стивеном Ликоком. Первоначально выступала в североирландский клубах, приглашалась на ежегодные музыкальные фестивали на родине. Затем группа записала 2 удачных сингла; в конце 2009 года отправилась в турне по Великобритании. В марте 2010 года был выпущен дебютный альбом «Buildings».

## История
Ещё до восемнадцатилетнего возраста басист Оуэн Стратерн выступал в группах родного Марафелта с братом-гитаристом Эндой. В 2006 году он решил отложить поступление в университет и создать собственную группу. К нему присоединились его брат и Стивен Ликок, ударник его бывшей группы «The Tides». Трио переехало в Белфаст, а в следующем году участвовало в Глазгобери, крупнейшем североирландском фестивале групп без контрактов с лейблами. В 2008 году группа записала демо и выступила на фестивале Рединга и Лидса в рамках «BBC Introducing». В конце года она выпустила дебютный сингл Rebel Get By, а затем Something Sometime, на которые обратили внимание радиодиджеи «BBC Radio 2» и XFM. Участники группы также были приглашены на «Little Noise Sessions». 21 марта 2009 года группа выступала на разогреве белфастского концерта «Snow Patrol». Летом «General Fiasco» подписали контракт с «Infectious Records», а к концу года совершили 3 британских турне. 22 марта 2010 года вышел дебютный альбом «Buildings», получивший смешанные отзывы. В том же году группа выступила на концертах SXSW, «T in the Park», «Pinkpop Festival», «Гластонбери» и «London Calling». 5 июня она снова выступала на разогреве у «Snow Patrol» перед 45-тысячной аудиторией.

## Состав
- Оуэн Стратерн (лид-вокал, бас-гитара)
- Энда Стратерн (гитара, бэк-вокал)
- Стивен Ликок (ударные)

## Дискография

### Альбомы
| Год  | Детали альбома                                                                | Высшие позиции в чартах | Высшие позиции в чартах | Сертификация |
| Год  | Детали альбома                                                                | IRL                     | UK                      | Сертификация |
| ---- | ----------------------------------------------------------------------------- | ----------------------- | ----------------------- | ------------ |
| 2010 | Buildings - Выход: 22 марта 2010 - Лейбл: Infectious Records - Формат: CD, ЦД | —                       | 77                      |              |

### Синглы
| Год  | Сингл                  | Высшие позиции в чартах | Высшие позиции в чартах | Высшие позиции в чартах | Альбом    |
| Год  | Сингл                  | IRL                     | UK                      | UK Indie                | Альбом    |
| ---- | ---------------------- | ----------------------- | ----------------------- | ----------------------- | --------- |
| 2008 | "Rebel Get By"         | —                       | —                       | —                       | Buildings |
| 2009 | "Something Sometime"   | —                       | —                       | 2                       | Buildings |
| 2009 | "We Are the Foolish"   | —                       | —                       | —                       | Buildings |
| 2010 | "Ever So Shy"          | —                       | 87                      | 5                       | Buildings |
| 2010 | "I'm Not Made Of Eyes" | —                       | —                       | —                       | Buildings |

### Мини-альбомы
- iTunes Live: London Festival '09
- Ever So Shy - EP